# Thargelia gigantea
Thargelia gigantea är en fjärilsart som beskrevs av Hans Rebel 1909. Thargelia gigantea ingår i släktet Thargelia och familjen nattflyn. Inga underarter finns listade i Catalogue of Life.